# Rue du Marché-des-Capucins
La rue du Marché-des-Capucins est une voie de la commune française de Marseille.

## Situation et accès
Cette rue est située dans le 1er arrondissement de Marseille. Elle est comprise entre la rue Longue-des-Capucins et la rue de l'Académie. Cette rue constitue le cœur historique du quartier Noailles

## Origine du nom
Elle porte le nom des Frères mineurs capucins propriétaires des terrains sur lequel fut ouverte la voie.

## Historique
En 1579, les religieux de l'ordre mendiant des Capucins installent leur couvent sur des terrains achetés par Catherine de Médicis à l'emplacement de l'actuel marché des Capucins. La reine-mère vient en personne à Marseille le 15 juin pour poser la première pierre mais par manque de moyens financiers la construction des bâtiments prendra beaucoup de temps. 
L'église est consacrée en 1616, mais devenue trop petite, une autre la remplace en 1694. Les Capucins vont former la plus nombreuse communauté religieuse d'hommes de Marseille. 
À la fin du XVIIIe siècle, leur monastère qui comprenait une fabrique de draps, une pharmacie, un jardin botanique, une collection d’histoire naturelle et un cabinet des médailles, s'étendait jusqu'aux actuelles rue du Musée et de l'Académie avec entrée à l'angle de la rue Longue-des-Capucins. 
En 1791, le couvent est déclaré bien national, les religieux sont expulsés, les bâtisses et terrains allotis et vendus. 
De leur présence, il ne reste que les noms du marché des Capucins et de la rue Longue-des-Capucins.

## Bâtiments remarquables et lieux de mémoire
La rue comporte deux parties :
- à l'ouest, une place où se tient tous les jours de l'année le marché des Capucins, un marché de fruits et légumes en plein air.

La statue de « la Paix » du sculpteur Joseph Chinard, posée sur la place en 1802 et enlevée sept ans plus tard, a retrouvé son emplacement d'origine en 1984.
- à l'est, la rue se divise en deux voies, entourant le bâtiment qui abrite la gare Noailles (aussi appelée gare de l'Est) et la Bourse du travail.
  - La station Noailles accueille depuis 1984 une station de métro et le terminus de la ligne 1 du tramway de Marseille depuis 2008. À l'origine, c'était une halle dont la construction, terminée en 1837, fut financée par Joseph Papère. Elle est convertie en Bourse du Travail en 1887 (on l'appellera  « Vieille Bourse du Travail » lorsque la nouvelle Bourse du Travail de la rue Charles-Nédelec sera inaugurée en 1936).
  - La Compagnie du chemin de fer de l'est-Marseille installe sous celle-ci la première ligne de tramway de Marseille mise en service le 23 décembre 1893. Cette ligne, longue de 3 km, reliait le centre ville au cimetière Saint-Pierre en utilisant un tunnel de 700 mètres de long creusé sous la Plaine (place Jean-Jaurès). On raconte que si le trajet du tunnel zigzaguait, c'était parce que les deux bouts du tunnel ayant été percés sans véritable coordination, il avait fallu « bricoler » en fin de travaux pour les faire se rejoindre.
- Au n° 13, au-dessus de l'entrée de la cour, se trouve « la Vierge en fleurs », statue en pierre de 1855, sculptée par Nicolas Bontoux et sur la façade nord de l'immeuble, un balcon en fer forgé provient du Grand Hôtel de Noailles, démoli en 1860.